# Sesioctonus eumenetes
Sesioctonus eumenetes är en stekelart som beskrevs av Briceno 2003. Sesioctonus eumenetes ingår i släktet Sesioctonus och familjen bracksteklar. Inga underarter finns listade i Catalogue of Life.